# Maršal
 Ovo je glavno značenje pojma Maršal. Za hrvatski film iz 1999. pogledajte Maršal (1999).
Maršal ili Feldmaršal jedan od najvećih ili najviših vojni činova u nekim državama.
Riječ dolazi iz starog njemačkog izraza marahscalc, koja je sastavljena iz marah (konj),  i  scalc (sluga ili službenik). 
Maršale su imale, i imaju samo velike armije poput Velike Britanije, Francuske, Carske Rusije, Austro-Ugarske, Kraljevine Italije, Wehrmachta, Sjedinjenih Američkih Država, Sovjetskog Saveza i Narodne Republike Kine, jer maršali komandiraju jedino velikim jedinicama poput Armijskih grupa.
Iako ima i malih armija u kojima postoji titula maršal, ali je više počasna i ceremonijalna.
Prvotvorno je zvan sluga ili konjušar, a s društvenim usponom svoga gospodara kasnije dobiva opće značenje u smislu konjičkog zapovjednika .
Tijekom vremena naslov maršala postao je službena vojna i počasna titula, koja više nema veze sa svojim originalnim značenjem.	